# Lynnwood, Washington
Lynnwood là một thành phố nằm trong quận Snohomish thuộc tiểu bang Washington, Hoa Kỳ.
Thành phố này được đặt tên theo. Theo điều tra dân số của Cục điều tra dân số Hoa Kỳ năm 2000, thành phố có dân số 33.847 người.

## Địa lý
Theo Cục điều tra dân số Hoa Kỳ, thành phố có diện tích 19.8 km², trong đó có 0 km² là diện tích mặt nước.